# Filsh
Filsh (Eigenschreibweise FILSH.net) war eine Webanwendung, die es ermöglichte, Onlinevideos in verschiedene Formate umzuwandeln und herunterzuladen. Mit monatlich 3 Millionen eindeutigen Besuchern und bis zu 30 Millionen Seitenaufrufen war Filsh marktführend im deutschsprachigen Internet. Der Service war kostenlos und finanzierte sich durch Werbung.
Die Website wurde seit 2007 von der FILSH Media GmbH mit Sitz in Bochum betrieben und war ursprünglich als reiner Videodownloader – ohne Konvertierungs-Funktion – geplant, wurde aber nach einigen Monaten um die Umwandlungsfunktion erweitert. Der Benutzer konnte auf der Startseite von Filsh einen oder mehrere Links zu Videos bei verschiedenen Videoportalen (unter anderem YouTube, Vimeo und Dailymotion) eingeben und wählte die gewünschte Konvertierungsart aus. Filsh unterstützte zuletzt sechs verschiedene Audio-Formate (unter anderem MP3, WMA und Ogg) und sechs verschiedene Video-Formate (unter anderem MP4, AVI und MPG). Außerdem konnte der Benutzer die Audio- und Video-Bitrate sowie die Auflösung und die Zeitspanne des Videos nach Belieben einstellen. Die Dateien wurden dann vom jeweiligen Videoportal auf die Servercluster heruntergeladen, konvertiert und zum Download zur Verfügung gestellt.
Der Service ist vorerst eingestellt.